# Calancasca
Calancasca är ett vattendrag i Schweiz. Det ligger i den sydöstra delen av landet, 150 km sydost om huvudstaden Bern.
I omgivningarna runt Calancasca växer i huvudsak blandskog. Runt Calancasca är det glesbefolkat, med 19 invånare per kvadratkilometer.